# 21651 Mission Valley
21651 Mission Valley este un asteroid din centura principală de asteroizi.

## Descriere
21651 Mission Valley este un asteroid din centura principală de asteroizi. A fost descoperit pe 19 iulie 1999 la Eskridge de Graham E. Bell. Asteroidul prezintă o orbită caracterizată de o semiaxă mare de 2,84 ua, o excentricitate de 0,03 și o înclinație de 13,8° în raport cu ecliptica.